# Ферв'ю (округ Вашингтон, Меріленд)
Ферв'ю (англ. Fairview) — переписна місцевість (CDP) в США, в окрузі Вашингтон штату Меріленд. Населення — 76 осіб (2010).

## Географія
Ферв'ю розташований за координатами 39°42′40″ пн. ш. 77°50′26″ зх. д. / 39.71111° пн. ш. 77.84056° зх. д. (39.711084, -77.840627).  За даними Бюро перепису населення США в 2010 році переписна місцевість мала площу 0,55 км², уся площа — суходіл.

## Демографія
Згідно з переписом 2010 року, у переписній місцевості мешкало 76 осіб у 28 домогосподарствах у складі 19 родин. Густота населення становила 139 осіб/км².  Було 30 помешкань (55/км²).
Расовий склад населення:
| - 100,0 % — білих |

До двох чи більше рас належало 0,0 %. Частка іспаномовних становила 0,0 % від усіх жителів.
За віковим діапазоном населення розподілялося таким чином: 23,7 % — особи молодші 18 років, 64,5 % — особи у віці 18—64 років, 11,8 % — особи у віці 65 років та старші. Медіана віку мешканця становила 37,0 року. На 100 осіб жіночої статі у переписній місцевості припадало 100,0 чоловіків;  на 100 жінок у віці від 18 років та старших — 107,1 чоловіків також старших 18 років.
Цивільне працевлаштоване населення становило 0 осіб. 